# Arbejderist
En arbejderist er en betegnelse for en højreorienteret SF'er. 
Navnet hentyder til et partifokus på den arbejdende vælgere "der smører madpakker om morgenen" frem for vælgere på overførselsindkomster.
Arbejderisterne er i modsætning til de venstreorienterede dele af SF, og delvis også den grønne fløj i partiet.
Arbejderisterne var repræsenteret af personer som for eksempel Thor Möger Pedersen og Mattias Tesfaye.
I 2012 led arbejderisterne et nederlag om magten i partiet, hvor Annette Vilhelmsen kom til magten. 
Efterfølgende gik Thor Möger Pedersen af som skatteminister og trak sig ud af politik.
Mattias Tesfaye meldte sig i begyndelsen af januar 2013 ind i Socialdemokratiet.